# 데이비드 프라이스 (야구 선수)
데이비드 테일러 프라이스(David Taylor Price, 1985년 8월 26일 ~ )는 미국의 전 프로 야구 선수이다.  프라이스는 탬파베이 레이스에 의하여 2007년 메이저 리그 베이스볼 드래프트에서 1위로 선발되어 2008년 9월 자신의 메이저 리그 데뷔를 이루었다.  그는 또한 디트로이트 타이거스와 토론토 블루제이스를 위하여 활약하기도 하였다.
프라이스는 2008년 플레이오프들을 통하여 레이스의 활약 동안 불펜의 외부를 투구하였다.  빅 리그들에서 자신의 첫 출연한지 겨우 몇주 후에 그는 아메리칸 리그 챔피언십 시리즈의 7번째 경기에서 추억적인 세이브를 얻어 자신의 팀을 그들의 첫 월드 시리즈에 도달하는 도움을 주었다.  프라이스는 2009년 전임적 출발 투수가 되었다.  자신의 2번째 완전한 시즌에 그는 2010년 올스타 경기를 위하여 아메리칸 리그의 출발 선수로 임명되어 그해 사이 영 상을 위한 투표에서 2위를 하였다.  그는 단단한 경쟁 후에 2012년 자신의 첫 사이 영 상을 수상하였다.  레이스는 2014년 시즌 동안 프라이스를 타이거스로 이적시켰다.  2015년 타이거스가 포스트시즌 경쟁의 밖으로 떨어질 때 그들은 그를 블루제이스로 이적시켜 자신들의 디비전을 우승하고 아메리칸 리그 챔피언십 시리즈로 진출하였다.  오프시즌에 이어 레드삭스는 프라이스를 프랜차이즈 기록 7년, 2억 1천 7백만 달러로 계약을 맺었다.  2018년 그는 레드삭스가 로스앤젤레스 다저스에 월드 시리즈를 우승하면서 시리즈의 결말을 지은 5번째 경기를 우승하였다. 2020년 무키 베츠와 함께 로스앤젤레스 다저스로 트레이드되었다.

## 어린 시절
테네시주 머프리즈버러에서 태어난 프라이스는 2명의 형제가 있었다.  그는 자신의 어린 시절 일찍이 야구를 하기 시작하였다.  그는 애틀랜타 브레이브스의 팬으로서 자라와 외야수 데이비드 저스티스를 우상화하였다.  그는 10대로서 쿠퍼스타운 드림스 파크에 참석하였고 블랙맨 고등학교의 야구와 농구 팀들에 뛰어난 선수였다.  자신의 고등학교 경력에서 그는 0.43 방어율과 151개의 스트라이크아웃을 기록하였다.  그는 러더퍼드 카운티 MVP 투수 상 (2003, 2004), 자신의 시니어 시즌에 마이클 올콘과 함께 올해의 합동 구역 7AAA 투수 상과 3회의 올해의 러더퍼드 카운티 선수 상 (2002, 2003, 2004)을 받았다.  그는 2004년 뉴멕시코주 앨버커키에서 열린 고등학교 올아메리카 경기에서 활약하였다.

## 대학 경력
고등학교의 외부로 프라이스가 로스앤젤레스 다저스에 의하여 19번째 라운드에서 드래프트되었어도 그는 계약을 맺지 않았고, 대신 대학 장학금에 밴더빌트 대학교에서 수학하는 데 선택하였다.  그는 3개의 시즌을 위하여 대학 야구 팀의 투수를 맡았다.
2005년 자신의 신입생 시즌에 프라이스는 베이스볼 아메리카와 대학 야구 둘다에 의하여 올아메리칸 신입생으로서 명예가 주어졌다.  그해 그는 19개의 경기에서 2.86 방어율과 함께 2 승 4 패로 가 투구한 69와 1/3 이닝에서 92개의 스트라이크아웃을 수집하였다.  아직도 자신의 대학 표준 작업량에 의하여 좌절환 프라이스는 자신의 고향에 있는 맥도날드에서 일하는 데 거의 야구를 그만둘 뻔했으나 자신의 코치 팀 코빈에 의하여 폐기되었다.
2006년 프라이스는 투구한 110과 1/3 이닝에서 4.16 방어율과 함께 9 승 5 패의 기록을 세웠다.  그는 43명만의 타자들을 볼넷에 몰아넣은 동안 155개와 함께 스트라이크아웃에서 대학 싱글시즌 기록을 세웠다.  시즌 초기에 6개의 출발 경기에서 그는 아칸소 대학교를 상대로 겨기에서 17개의 스트라이크아웃 상연을 포함하여 각각 경기에서 10개 혹은 이상의 스트라이크아웃을 기록하였다.  그해 그는 골든 스파이크스 상을 위한 5명의 결승전 출장 선수들 중의 하나와 로저 클레멘스 상을 위한 준결승전 출장 선수였다.  그는 또한 국립 대학 야구 작가 협회에 의하여 올아메리칸의 서드 팀, 미국 야구 코치 협회에 의한 올사우스 리전의 퍼스트 팀과 그 회의에서 코치들에 의하여 올SEC 세컨드 팀으로 임명되기도 하였다.
주니어로서 그는 2.63 방어율과 함께 11 승 1 패의 기록을 매겼다.  그는 국가의 최고 스트라이크아웃 투수였으며, 133과 1/3 이닝에 194명의 타자들을 스트라이크아웃 시켜 자신 소유의 대학 기록을 깼다.  SEC 경연 대회를 상대로 그의 마지막 출발 경기는 SEC 야구 토너먼트에서 미시시피 주립 대학교를 상대로 왔다.  프라이스는 완료 경기를 투구하여 5개의 안타, 2개의 득점을 포기하고 노볼넷과 함께 11명의 타자들을 스트라이크아웃 시키는 동안 9개의 이닝으로 갔다.  대학 수준에서 그의 마지막 출발 경기는 2007년 내슈빌 리저널에서 밴더빌트의 첫 경기에서 오스틴 페이를 상대로 왔다.  오스틴 페이를 상대로 프라이스는 5개의 안타, 하나의 득점과 2개의 볼넷 만을 야기하는 동안 9개의 이닝에서 스트라이크아웃을 통하여 17명의 타자들을 물러나게 하였다.  프라이스는 대학 야구의 최고 명예, 2007년 딕 하우저 트로피와 브룩스 월리스 상을 포함하여 몇몇의 주요 국내 상들을 수상하였다.  프라이스는 대학 야구 상들 전부를 깨끗이 쓸어내는 데 첫 선수였다.

### 미국 국가대표 팀
2005년 여름에 프라이스는 미국 야구 국가대표팀을 위하여 투구하였다.  그는 5개의 경기에서 1.26 방어율과 함께 2 승 0 패로 가 28과 2/3 이닝에 39개의 스트라이크아웃과 13개의 볼넷을 매겼다.  8월 2일 그는 니카라과에 완료 경기 봉쇄를 투구하여 5개만의 안타를 허용하였다.  2006년 여름에 프라이스는 쿠바에서 열린 세계 대학 야구 선수권 대회에서 미국이 금메달을 가져가는 도움을 주었다.  미국을 위한 8개의 출발 경기에서 프라이스는 0.20 방어율과 함께 5 승 1 패였다.

## 프로 경력

### 드래프트와 마이너 리그 경력
2007년 8월 15일 프라이스는 자신의 첫 프로 계약을 맺었다.  6년 계약은 5.6 백만 달러의 계약 보너스를 포함한 11.25 백만 달러의 가치였다.  메이저 리그 베이스볼에 의하여 계약이 찬성된 후, 그는 자신의 경력을 시작하는 데 마이너 리그로 선택되기 전에 데블레이스의 40명 명단으로 추가되었다.
프라이스의 보너스의 총계 가치는 드래프트 역사상 가장 컸다.  계약 보너스는 2005년 메이저 리그 베이스볼 드래프트에서 최고 전체 선발로서 애리조나 다이아몬드백스로부터 저스틴 업턴이 받은 6.1 백만 달러 만의 뒤로 드래프트 역사상 2번째로 가장 컸다.  보증괸 가치는 2001년 드래프트로부터 마크 프라이어 (10.5 백만 달러)와 마크 테세이라 (9.5 백만 달러) 만의 뒤로 드래프트 역사상 3번째로 가장 컸다.  프라이스는 양키스를 상대로 자신의 봄 훈련 데뷔를 이루어 첫 타자를 안타하고 하나의 이닝에서 다음 3명을 스트라이크아웃 시켰다.  그의 패스트볼은 한 시간에 98 마일을 평균하였다.
프라이스는 클래스 A 진출 플로리다 주립 리그의 베로비치 데블레이스를 위하여 투구하는 데 지정되었다.  그는 베로비치를 위하여 6개의 경기를 시작하여 4 승 0 패의 기록을 수집하였다.  그는 투구한 34와 2/3 이닝에서 37개의 스트라이크아웃과 함께 1.82의 방어율을 가졌다.
베로비치에서 자신의 2번째 출발 경기에서 프라이스는 페드로 마르티네스를 상대로 투구하였다.
7월 클래스 AA 서던 리그의 몽고메리 비스키츠로 레이스의 마이너 리그 시스템을 통하여 이동한 후, 프라이스는 2008년 8월 9일 클래스 AAA 인터내셔널 리그의 더럼 불스로 진급되었다.  싱글 A와 더블 A에서 11 승 0 패의 합친 기록을 수집한 후, 프라이스는 트리플 A 더럼에서 자신의 첫 프로 패배를 받았다.

### 탬파베이 레이스

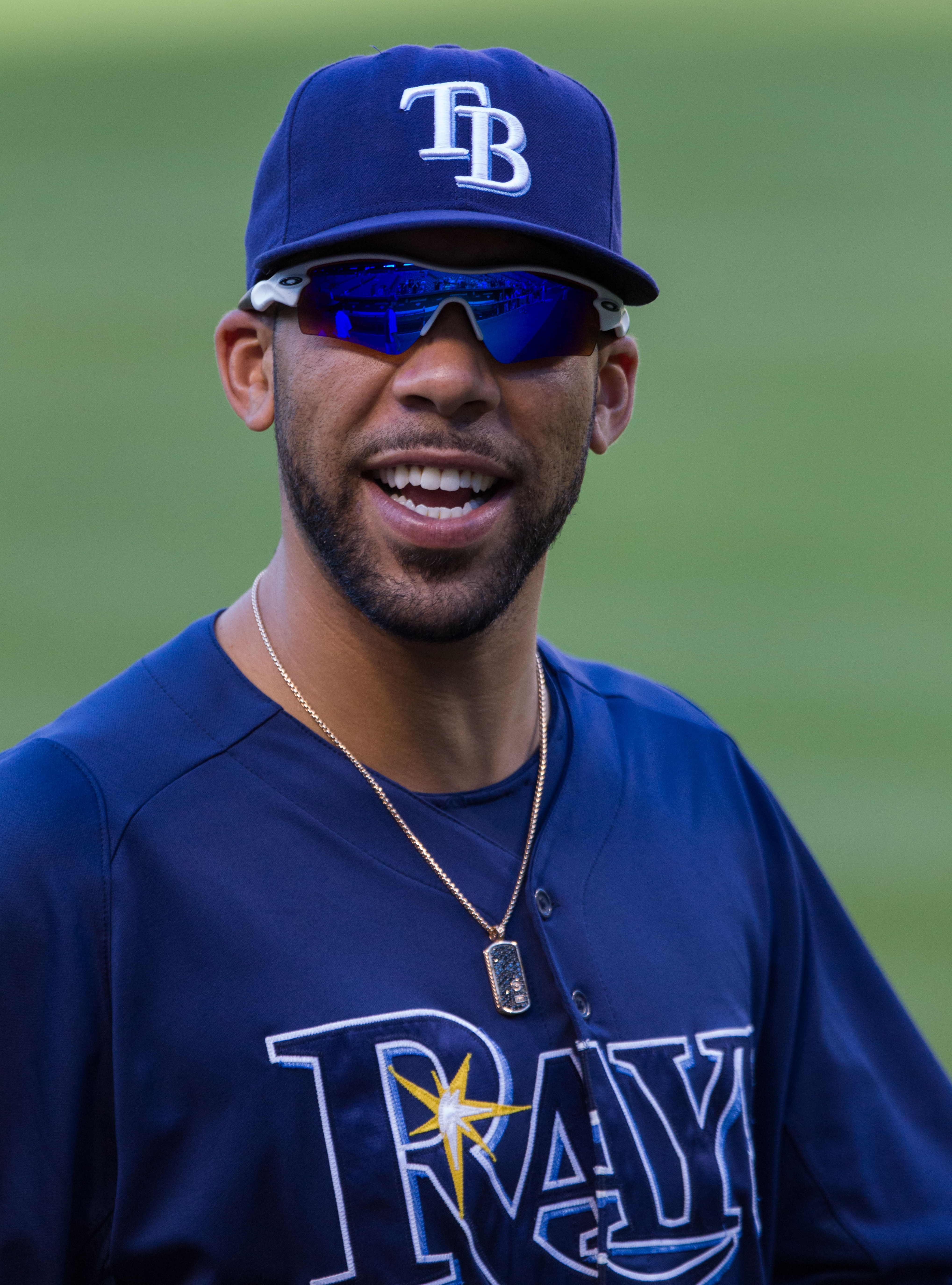
2012년의 프라이스

#### 2008년 시즌
2008년 9월 14일 프라이스는 뉴욕 양키스를 상대로 탬파베이 레이스와 함께 자신의 메이저 리그 데뷔를 이루었으며 본인(프라이스)가 14번을 다는 과정에서 전년도 시즌 도중 14번으로 변경한 류제국이 프라이스에게 14번을 양도했다.  그가 허용한 첫 메이저 리그 베이스볼 안타는 양키스의 유격수 데릭 지터에 의한 홈런이었고, 지터는 2011년 프라이스에 다시 홈런에 의하여 자신의 3,000번째 안타를 기록하였다.  프라이스는 구원의 5와 1/3 이닝을 투구하였고, 그는 9월 22일 볼티모어 오리올스를 상대로 레이스와 함께 자신의 첫 메이저 리그 출발 경기를 이루었다.  그는 보스턴 레드삭스를 상대로 그해 아메리칸 리그 챔피언십 시리즈의 2번째 경기에서 우승 투수로 정규 시즌 경기를 우승하기 전에 포스트 시즌 승리를 거두었다.  프라이스는 그 시리즈의 7번째 경기에서 최종의 4개 아웃을 기록하여 자신의 첫 경력 세이브를 얻어 전직 챔피언 레드삭스를 탈락시켰다.  그러고나서 프라이스는 필라델피아 필리스를 상대로 2008년 월드 시리즈의 2번째 경기에서 2와 1/3 이닝을 투구하였으며, 2개의 득점을 포기하였으나 그럼에 불구하고 자신의 2번째 포스트시즌 세이브를 얻었다.  다음날 프라이스는 탬파에서 열린 대통령 선거 대집회에서 버락 오바마를 소개하였다.

#### 2009년 시즌
2009년 5월 30일 프라이스는 6개의 이닝 아래 자신이 11명의 타자를 스트라이크아웃 시킨 미네소타 트윈스에 5 대 2의 승리와 함께 자신의 첫 메이저 리그 정규 시즌 우승을 수집하였다.  그는 10 승 7 패의 기록, 4.42 방어율, 102개의 스트라이크아웃과 23개의 출발 경기에서 54개의 볼넷과 함께 시즌을 완료하였다.

#### 2010년 시즌
2010년 시즌에서 프라이스는 6월 15일 10개의 우승을 도달하는 데 첫 아메리칸 리그 투수였다.  그날 그는 10 승 2 패였고, 2.31 방어율과 함께 리그를 이끌었다.  프라이스는 2010년 올스타 경기에서 아메리칸 리그의 출발 투수로서 선발되었다.
그는 우승 (19)에서 존 레스터와 함께 아메리칸 리그에서 2위를 위한 동점과 방어율 (2.72)에서 3위를 하면서 2010년 시즌을 끝냈다.  그는 188개와 함께 스트라이크아웃에서 리그 8위를 하였다.
그는 클리프 리와 텍사스 레인저스를 상대로 2010년 아메리칸 리그 디비전 시리즈의 첫번째와 5번째 경기를 패하였다.

#### 2011년 시즌
2011년 7월 9일 양키스를 상대로 경기가 열리는 동안 프라이스는 지터의 3,000번째 경력 안타였던 데릭 지터에게 홈런을 허용하였다.  프라이스는 12 승 13 패의 기록, 218개의 스트라이크아웃과 34개의 출발 경기에서 3.49 방어율과 함께 2011년을 끝냈다.

#### 2012년 시즌:사이 영 상 시즌
2012년 프라이스는 리그를 이끄는 2.54 방어율과 함께 시즌에 20 승 5 패로 가면서 그가 왜 아메리칸 리그 사이 영 상을 수상한 2개의 이유가 있다.  프라이스는 5 대 0의 최종 득점과 함께 4월 24일 로스앤젤레스 에인절스를 상대로 완료 경기 봉쇄를 투구하였다.  프라이스는 2012년 메이저 리그 베이스볼 올스타 경기에서 투구하였다.  9월 30일 프라이스는 시카고 화이트삭스를 상대로 자신의 20번째 우승을 얻어 그를 레이스 프랜차이즈 역사상 20개의 경기를 우승한 첫 투수로 만들었다.  우승을 기록한 그는 2004년 이래 한 시즌에 20개의 우승을 얻는 데 27세의 나이로 최연소 아메리칸 리그 투수가 되었다.

#### 2013년 시즌

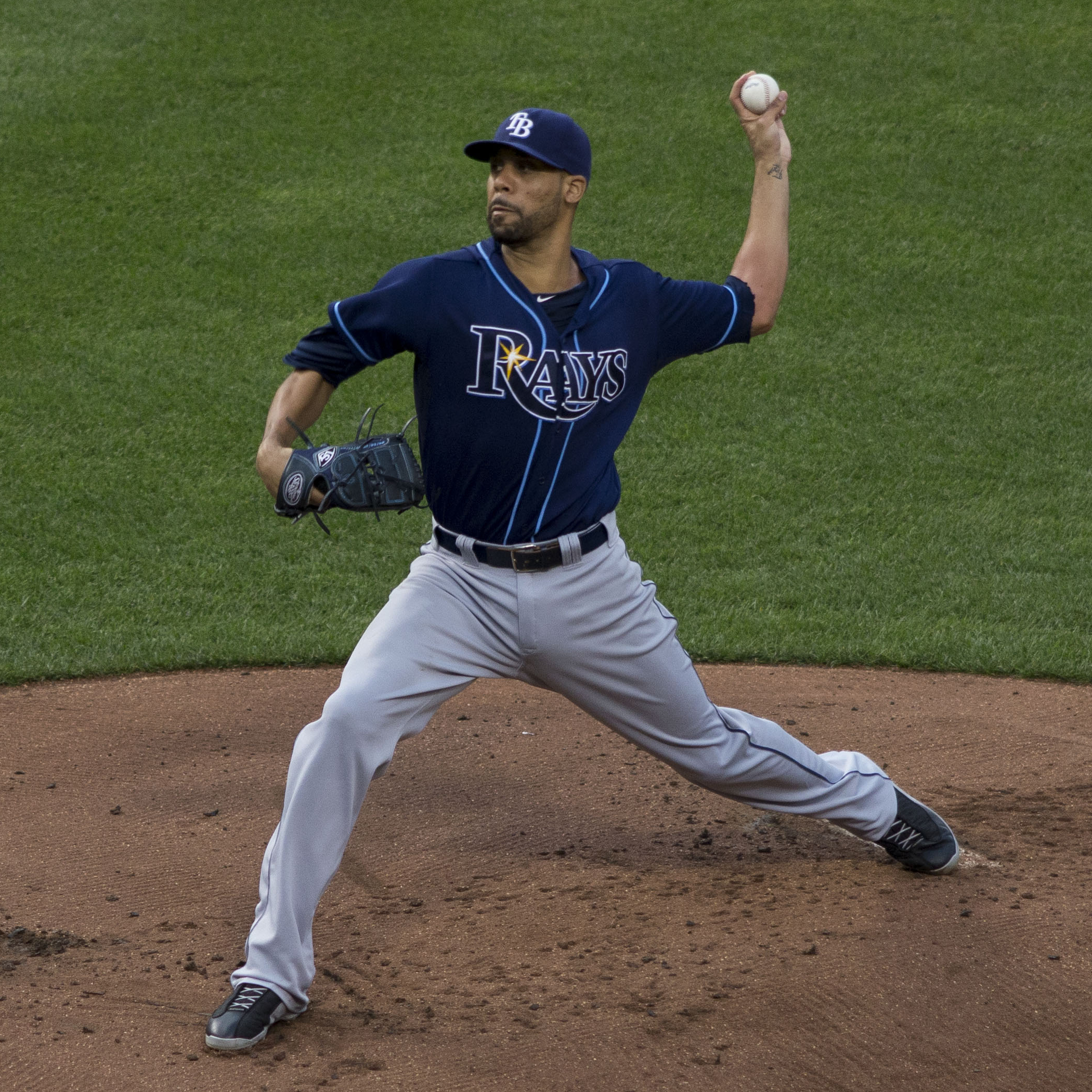
2013년 탬파베이 레이스를 위하여 투구하는 라이스

2013년 프라이스는 3.33 방어율과 함께 시즌에 10 승 8 패로 갔고, 아메리칸 리그의 선두적과 경력 최고의 4개의 완료 경기들을 가졌다.  레인저스를 상대로 아메리칸 리그 와일드 카드 공점 결승전에서 프라이스는 레이스를 포스트시즌으로 들어가는 것으로 이끄는 데 완료 경기를 투구하였다.

#### 2014년 시즌
2014년 6월 4일부터 25일까지 프라이스는 최소한 10개의 스트라이크아웃과 함께 5개의 연속적 출발 경기를 가져 그렇게 하는 데 메이저 리그 역사상 8번째 만의 투수가 되었다.
7월 6일 프라이스는 자신의 4번째 올스타 팀으로 임명되었으며, 2개의 날을 대비한 경기에서 투구한 이유로 이 올스타 경기에 참가하지 않았으며, 휴식의 하루만에 투구를 피하였다.  그는 페르난도 로드니에 의하여 대체되었다.
7월 31일 디트로이트 타이거스로 이적되기 전에 프라이스는 레이스와 함께 3.11 방어율, 189개의 스트라이크아웃과 23개의 출발 경기에서 23개의 볼넷과 함께 11 승 8 패의 기록을 가졌다.

### 디트로이트 타이거스

#### 타이거스와 함께 2014년 시즌
7월 31일 프라이스는 드루 스마일리, 닉 프랭클린과 윌리 아다메스를 레이스로, 그리고 오스틴 잭슨을 시애틀 매리너스를 보낸 3개의 팀 거래에서 타이거스로 이적되었다.  8월 5일 양키스를 상대로 자신의 타이거스 데뷔에서 프라이스는 8과 2/3 이닝을 투구하여 3개의 득점을 허용하고 10명을 스트라이크아웃 시켰다.
8월 21일 자신의 전 팀 탬파베이 레이스를 상대로 자신의 첫 경기에서 프라이스는 하나의 안타와 첫 이닝에서 하나의 아웃과 함께 얻지 않은 득점을 허용하였고, 그러고나서 자신이 향한 23명의 타자들을 물러나게 하였으나 완료 경기의 패배를 겪었다.  1990년 7월 1일 양키스를 위하여 앤디 호킨스가 무안타를 패한 이래 무득점과 함께 프라이스는 완료 경기를 패하는 데 메이저 리그에서 첫 투수이다.  그 일은 투수가 얻어진 득점을 허용하지 않고 완료 경기, 하나의 안타, 무볼넷을 패한 1914년 이래 처음이었다.
8월 27일 양키스를 상대로 경기에서 프라이스는 8 대 4의 패배의 3번째 이닝에서 9연속을 포함한 8개의 득점과 12개의 안타를 허용하였다.  그는 9연속 안타를 허용하는 데 1989년 밥 포시 이래 첫 투수이다.  메이저 리그 역사상 이전 3개 만이 2개의 이닝 혹은 적게 12개의 안타를 허용한 투수를 가졌으며, 다른 선수들은 숀 에스티스 (2003년), 조니 포드리스 (1963년)와 조지 울리 (1929년)이다.
타이거스와 함께 프라이스는 77과 2/3 이닝에서 3.59 방어율과 82개의 스트라이크아웃과 함께 시즌의 최종 2달에 4 승 4 패로 갔다.  9월 28일 정규 시즌의 마지막 날 프라이스는 트윈스를 상대로 7과 1/3의 봉쇄 이닝을 투구하여 타이거스를 그들의 4연속 아메리칸 리그 센트럴 디비전 타이틀을 결말짓는 도움을 주는 데 4개의 안타를 포기하고, 8명을 스트라이크아웃 시키며 3 대 0의 우승을 얻었다.
프라이스는 15 승 12 패의 기록, 3.26 방어율과 1.08 WHIP와 함께 2014년의 정규 시즌을 끝냈다.  그는 투구한 이닝 (248과 1/3), 향한 타자들 (1,009명)과 스트라이크아웃 (271)에서 메이저 리그 베이스볼의 전부를 이끌었다.

#### 2015년 시즌
2015년 1월 16일 프라이스와 타이거스는 2015년 시즌을 위하여 19.75 백만 달러의 샐러리에 동의하는 중재를 피하였고, 자유 계약으로 대비하여 중재 적격의 선수를 위한 가장 큰 1년 거래를 위한 기록을 세웠다.  프라이스는 브래드 오스머스 감독에 의하여 2015년을 위한 타이거스의 오프닝 데이 출발 선수로 임명되어 동료 선수 저스틴 벌랜더의 7연속 오프닝 데이 출발들을 끝냈다.  그는 타이거스의 트윈스에 4 대 0의 우승에서 8과 2/3 봉쇄 이닝을 투구하면서 응답하였다.
7월 6일 프라이스는 이런 5번째 명예인 2015년 올스타 경기로 임명되었다.  프라이스는 경기에서 득점없는 4번째 이닝을 투구하여 2명을 스트라이크아웃 시키고, 아메리칸 리그를 위한 우승을 얻었다.  그는 9 승 2 패의 기록, 2.38 방어율과 115개의 스트라이크아웃과 함께 올스타 브레이크를 얻었다.

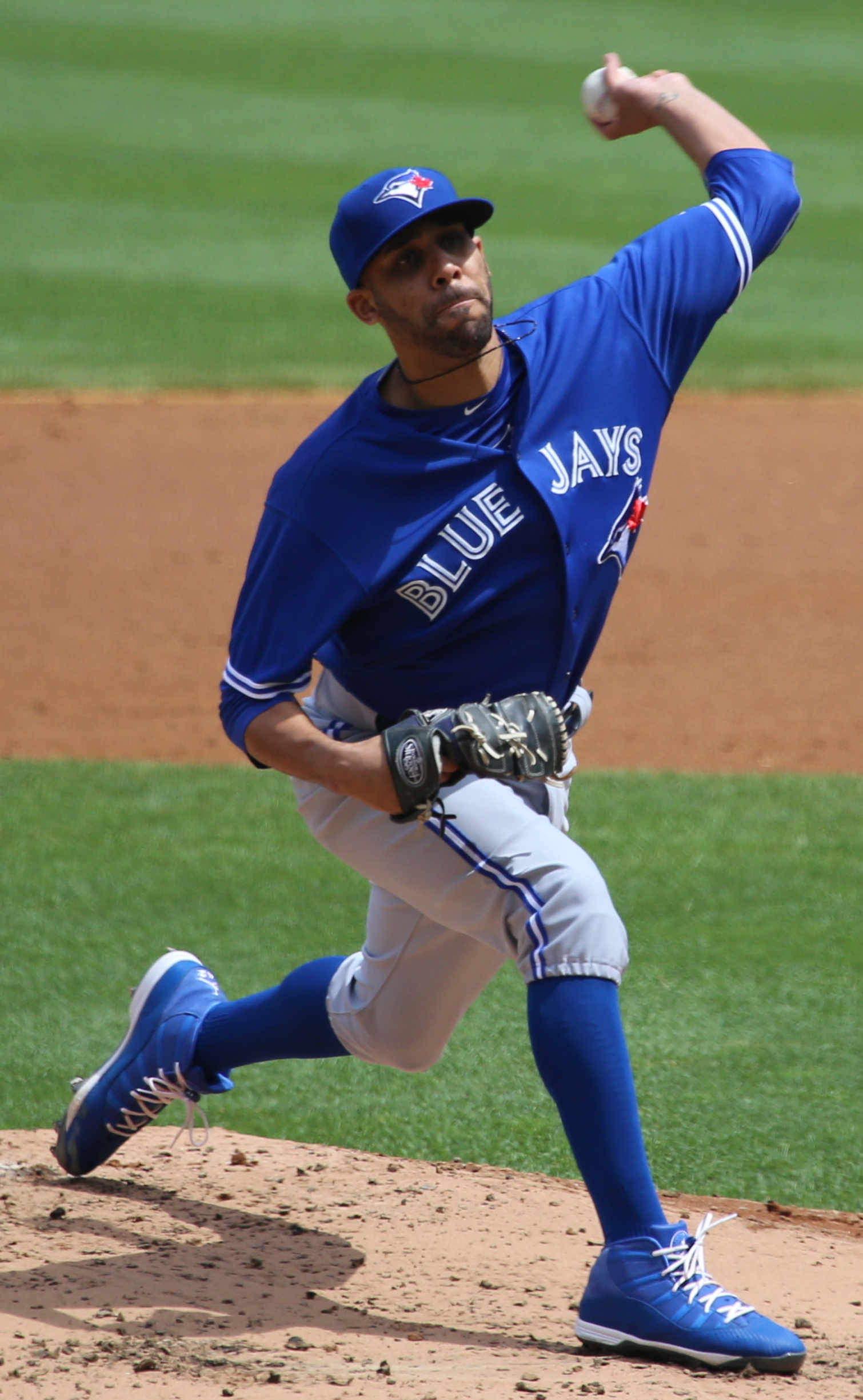
토론토 블루제이스와 함께 (2015년)

### 토론토 블루제이스

#### 블루제이스와 2015년 시즌
2015년 7월 30일 프라이스는 대니얼 노리스, 맷 보이드와 제이로 라버트를 위하여 토론토 블루제이스로 이적되었다.  프라이스는 8월 3일 블루제이스를 위하여 데뷔를 이루었다.  그는 로저스 센터에서 트윈스를 상대로 5 대 1의 승리에서 3개의 안타, 2개의 볼넷과 1개의 득점 만을 양보하는 동안 8개의 이닝에서 119개의 투구를 던져 11개의 스트라이크아웃과 우승 결정을 기록하였다.  그의 11개의 스트라이크아웃은 블루제이스의 투구 데뷔에서 가장 많은 스트라이크아웃을 위한 호세 누녜스의 팀 기록을 동점매겼다.  9월 5일 오리올스를 5 대 1로 꺾으면서 프라이스는 자신의 100번째 경력 우승을 얻었다.  그는 이전의 날에 블루제이스가 아메리칸 리그 동부 타이틀을 결말지으면서 10월 1일 시즌의 자신의 최종 출발로부터 물러나게 되었다.  2015년 블루제이스를 위하여 프라이스는 11개의 출발을 이루었고, 74와 1/3 이닝에서 2.30 방어율과 87개의 스트라이크아웃과 함께 9 승 1 패로 갔다.  프라이스는 블루제이스를 위하여 아메리칸 리그 디비전 시리즈의 첫 경기를 시작하여 패배를 가져가 자신의 경력 포스트시즌 기록을 1 승 6 패로 가져왔다.  그는 10월 12일 자신의 2번째 경력 포스트시즌 우승을 얻어 R. A. 디키의 4번째 경기 시작의 구원에서 3개의 이닝을 투구하였다.
프라이스는 18 승 5 패의 기록과 2.45 방어율과 2015년 시즌을 끝냈다.  프라이스는 사이 영 상 투표에서 댈러스 카이클에 밀려 2위를 하였다.

### 보스턴 레드삭스

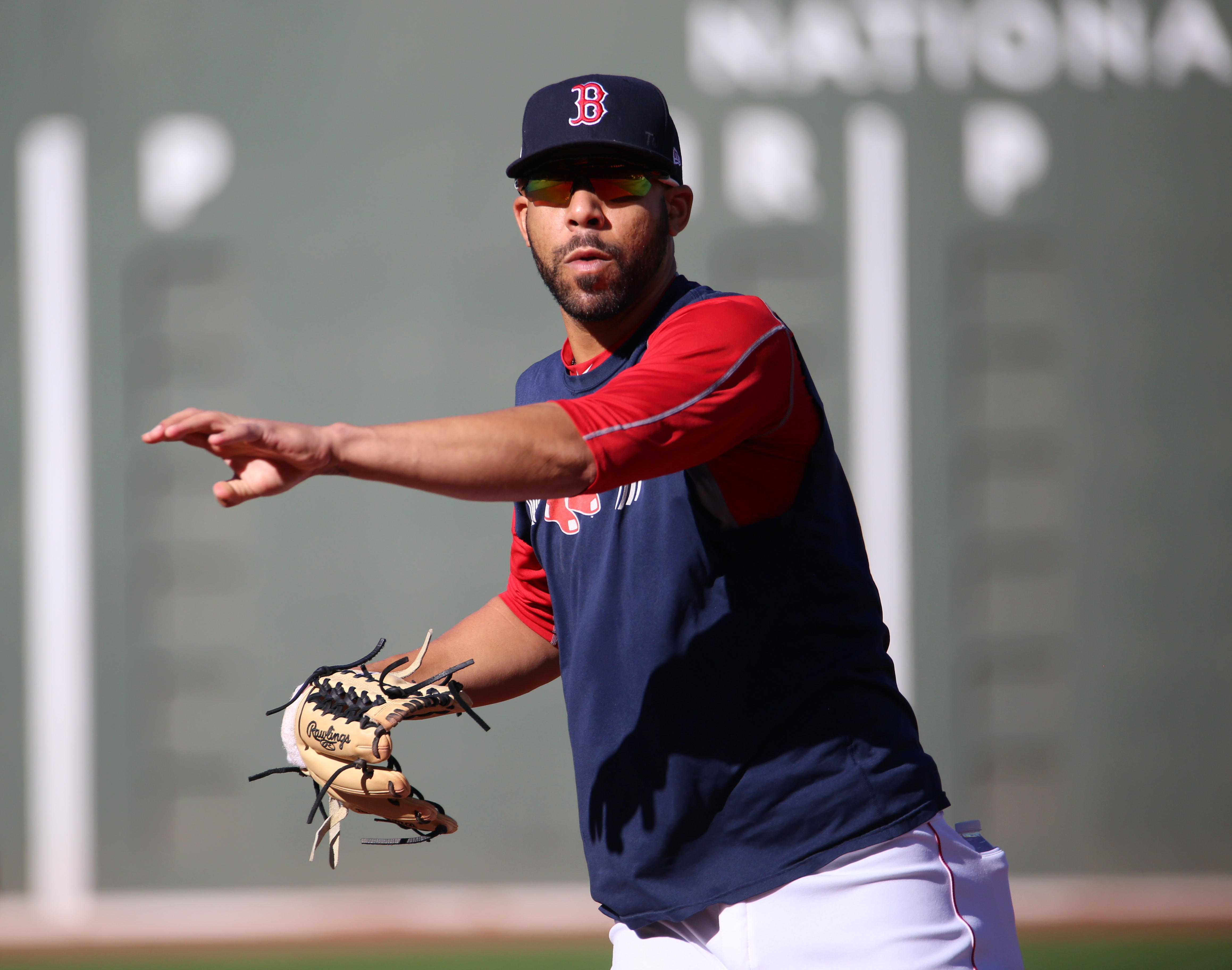
아메리칸 리그 디비전 시리즈 3번째 경기가 열리기 전에 보스턴 레드삭스와 함께 (2016년 10월 10일)

#### 2016년 시즌
2015년 12월 4일 프라이스는 프랜차이즈 기록으로 보스턴 레드삭스와 7년, 2억 1천 7백만 달러의 계약을 맺었는데 데뷔 후 달아 온 14번이 영구결번(짐 라이스)이라  24번을 달았으며 프라이스가 레드삭스 이적 전까지 착용한 14번은 사와무라의 영향 탓인지  일본에서 투수들이 선호한다.
프라이스는 2016년 4월 5일 레드삭스와 함께 자신의 데뷔에서 우승을 기록하였다.  프라이스의 첫 시즌은 전반으로부터 후반으로 두드러지게 달랐다.  자신의 첫 18개의 출발에서 프라이스는 4.64 방어율과 함께 8 승 6 패의 기록을 수집하였다.  그는 17 승 9 패의 기록과 함께 3.99 방어율에서 시즌을 끝냈다.  그는 투구한 230개의 이닝과 허용한 227개의 안타와 함께 아메리칸 리그를 이끌었다.  그의 228개의 스트라이크아웃은 또한 탬파와 타이거스 사이에 갈라진 자신의 2014년 시즌 후에 그의 경력에서 그의 2번째로 높은 기록이었다.

#### 2017년 시즌
프라이스는 봄 훈련에서 겪은 팔꿈치 부상과 함께 10일간 장애자 명단에 시즌을 시작하였다.  프라이스는 2017년 5월 29일 월요일 활동적이었으며 그날 오후 시카고 화이트삭스를 상대로 자신의 데뷔를 이루었다.
6월 29일 프라이스는 팀의 항공기에 NESN 방송인이자 미국 야구 명예의 전당 투수 데니스 에커슬리와 언쟁에 관련되었는데 에커슬리가 동료 선수 에두아르도 로드리게스에 의한 부족한 상연을 비난하여 몇몇의 레드삭스 선수들의 박수에 "Get the fuck out of here!"라는 다수의 되풀이와 함께 겹치기 전에 프라이스가 에커슬리에 "여기 - 여태까지 살은 거대한 투수다!  이 경기는 그를 위해 쉽다!"고 소리치는 데 상기시켰다.  프라이스는 대중매체와 팬들 둘다에 의하여 사과하는 데 자신의 거부는 물론 에커슬리에 자신의 몹시 꾸짖음으로 비판을 받았다.
7월 28일 프라이스는 왼쪽 팔꿈치 염증의 이유로 다시 10일간 장애자 명단에 놓였다.  그는 9월 14일 레드삭스로 돌아와 시즌의 나머지를 위하여 구원 투수 역할로부터 이용되었다.  휴스턴 애스트로스를 상대로 2017년 아메리칸 리그 디비전 시리즈에서 프라이스는 3번째 경기에서 4개의 이닝을 포함하여 6과 2/3의 득점없는 이닝을 투구하였다.  레드삭스는 3 대 1로 시리즈를 패하였다.

#### 2018년 시즌
2018년 시즌으로 대비하여 봄 훈련이 있는 동안 프라이스는 자신이 다르게 에커슬리와 상황을 다루었기를 바라며 잘 투구하면서 다시 팬들을 이길 수 있다는 것을 알았다고 말하였다.  프라이스는 2018년 시즌을 시작하는 데 회전으로 돌아왔고, 자신의 첫 2개의 출발에서 14개의 득점없는 이닝을 던져 펜웨이 파크에서 관중들로부터 뛰어난 대갈채로 2번째 투구를 신나게 하였다.  5월 9일 프라이스는 손목관절의 증후군의 얼간한 병상의 이유로 양키스를 상대로 예정된 출발로부터 포기되었다.  2018년 정규 시즌 동안 프라이스는 16 승 7 패의 기록, 3.58 방어율과 176개의 이닝에서 177개의 스트라이크아웃과 함께 30개의 출연 (전부 출발 경기)을 이루었다.
포스트시즌에 프라이스는 양키스를 상대로 디비전 시리즈의 2번째 경기에서 시작하였다.  그는 3개의 안타에 3개의 득점을 허용하였고, 1과 1/3의 이닝으로부터 물러나 패배를 가져갔다.  이 일은 프라이스가 그의 경력 동안 시작한 10번째 포스트시즌 경기였으며 그의 팀들을 위하여 패배들에서 결과를 가져온 전부의 10개이다.  프라이스의 다음 포스트시즌 출발은 애스트로스를 상대로 챔피언십 시리즈의 2번째 경기로 프라이스가 4개의 득점, 5개의 안타와 4와 2/3의 이닝에서 4개의 볼넷을 허용하면서 레드삭스가 7 대 5로 우승하였으며, 그는 자신이 5번째 이닝을 완료하지 않으면서 무결정을 받았다.  크리스 세일이 건강의 이유들로 그 시리즈의 5번째 경기를 시작할 수 없게 되어 프라이스는 3일 만의 휴식에 다시 시작하는 데 소집되어 3개 만의 안타를 허용하고 9명을 스트라이크아웃 시키는 동안 6개의 이닝을 통하여 애스트로스를 무득점으로 억눌렀다.  4 대 1로 우승한 레드삭스는 2013년 이래 월드 시리즈로 자신들의 첫 여행에 결말을 지었다.  그 일은 12개의 경력 포스트시즌 출발에서 프라이스의 첫 우승이었고, 전체로 봐서 그의 3번째 포스트시즌 우승이며, 2개의 이른 우승은 2008년 아메리칸 리그 챔피언십 시리즈와 2015년 아메리칸 리그 디비전 시리즈가 있는 동안 구원에서 얻어왔다.
프라이스는 다음에 2018년 월드 시리즈의 2번째 경기를 시작하여 레드삭스의 4 대 2의 승리에서 우승을 얻는 데 5명을 스트라이크아웃 시킨 동안 6개의 이닝에서 3개의 안타와 3개의 볼넷에 2개의 득점으로 로스앤젤레스 다저스를 억눌렀다.  프라이스는 또한 3번째 경기에서 득점없는 구원을 투구하여 4번째 경기를 위하여 불펜에서 준비 운동을 하였다.  크리스 세일이 완전한 휴식에 가능하였어도 알렉스 코라가 자신의 출발 선수를 일찍이 옮기는 데 그에게 원인을 가져온 내셔널 리그의 경기장이 대타자를 요구할 수 있다고 이유를 대면서 프라이스는 5번째 경기를 시작하였다.  프라이스는 자신의 첫 투구에 데이비드 프리즈에게 홈런을 항복하였으나 정렬에서 14명의 타자들을 물러나게 하였다.  그는 5 대 1로 레드삭스가 이끌어지면서 8번째 이닝에서 구원되었으며, 조 켈리와 세일은 월드 시리즈 승리를 결말짓는 데 최종의 6개 아웃을 얻었다.
10월 31일 레드삭스의 승리 행렬에 대비하여 프라이스는 자신의 계약에서 자신이 탈퇴하는 조항을 연습하려고 하지 않는다는 공고를 하여 보스턴에서 자신이 우승하는 것을 원한다며 "금년에 우리는 해냈고, 난 다시 하고 싶다."고 말하였다.  11월 초순 미국 야구 작가 협회의 뉴욕 지점은 포스트시즌에서 최고의 상연과 함께 메이저 리그 베이스볼 선수를 영예하는 프라이스를 베이브 루스 상의 수상자로 공고하였다.  그달 후순에 프라이스는 올해의 아메리칸 리그 복귀 선수로서 공고되었다.

#### 2019년 시즌
시즌에 대비하여 프라이스는 "X"가 로마 숫자의 10을 대표한 이래 자신의 아들 사비어 (Xavier)에 찬사로 자신의 등번호를 24번에서 10번으로 바꾸고 있었다고 공고하였다.  프라이스는 출발 회전의 일원으로서 시즌을 시작하여 왼쪽 팔꿈치의 건염의 이유로 5월 3일로 소급해서 5월 6일 장애자 명단에 놓일 때까지 6개의 출발에서 3.75 방어율과 함께 1승 2패의 기록으로 투구하였다.  그는 5월 20일 활동적이었으며 블루제이스를 상대로 경기에서 시작하여 우승을 얻었다.  프라이스는 자신의 부인이 2번째 자식을 낳으면서 8월 초순에 잠시 부친 출산 휴가에 놓였으며 당시 그는 102와 2/3 이닝에서 123개의 스트라이크아웃과 20개의 출발에서 3.86 방어율과 함께 7승 4패의 기록을 가졌다.  프라이스는 왼쪽 손목의 부상으로 8월 5일로 소급해서 8월 8일 부상자 명단에 놓였다.  9월 1일 그는 부상자 명단으로부터 활동적이었다.  그는 그날 투구하였으며, 당시는 그의 손목에 관하여 추가적인 근심의 이유로 회전의 외부에 보유되었다.  그는 시즌 동안 다시는 투구하지 않았으며 22개의 출연, 107과 1/3 이닝에서 12개의 스트라이크아웃을 기록하고, 4.28 방어율과 7승 5패의 기록과 함께 끝냈다.

## 수상과 영예
- 2012년 사이 영 상
- 2010년 워런 스판 상
- 2010년 아메리칸 리그 올스타 출발 선수
- 2007년 로저 클레멘스 상
- 2007년 골든 스파이크스 상
- 2007년 딕 하우저 트로피
- 2007년 베이스볼 아메리카 올해의 대학 선수
- 2007년 미국 야구 코치 협회 올해의 국내 선수
- 2007년 미국 야구 코치 협회 퍼스트 팀 올아메리칸
- 2007년 브룩스 월리스 상
- 2007년 베이스볼 아메리카 대학 올아메리카 퍼스트 팀
- 2007년 대학 야구 올해의 국내 선수
- 2007년 국립 대학 야구 작가 협회 퍼스트 팀 올아메리칸
- 2007년 국립 대학 야구 작가 협회 올해의 구역 선수
- 2007년 SEC 올해의 남자 선수
- 2007년 SEC 올해의 투수
- 2007년 퍼스트 팀 올SEC
- 2006년 골든 스파이크스 상 최종 결승자
- 2006년 베이스볼 아메리카 올해의 여름 선수

## 연도별 투구 성적
| 연 도     | 소 속     | 등 판 | 선 발 | 완 투 | 완 봉 | 무 4 구 | 승 리 | 패 전 | 세 이 브 | 홀 드 | 승 률 | 타 자 | 이 닝  | 피 안 타 | 피 홈 런 | 볼 넷 | 고 4 | 몸 맞 | 탈 삼 진 | 폭 투 | 보 크 | 실 점 | 자 책 점 | 평 자 책 | W H I P |
| --------- | --------- | ----- | ----- | ----- | ----- | ------- | ----- | ----- | -------- | ----- | ----- | ----- | ------ | -------- | -------- | ----- | ---- | ----- | -------- | ----- | ----- | ----- | -------- | -------- | ------- |
| 2008년    | TB        | 5     | 1     | 0     | 0     | 0       | 0     | 0     | 0        | 1     | ----  | 57    | 14.0   | 9        | 1        | 4     | 0    | 1     | 12       | 0     | 0     | 4     | 3        | 1.93     | 0.93    |
| 2009년    | TB        | 23    | 23    | 0     | 0     | 0       | 10    | 7     | 0        | 0     | .588  | 557   | 128.1  | 119      | 17       | 54    | 0    | 4     | 102      | 2     | 0     | 72    | 63       | 4.42     | 1.35    |
| 2010년    | TB        | 32    | 31    | 2     | 1     | 0       | 19    | 6     | 0        | 0     | .760  | 861   | 208.2  | 170      | 15       | 79    | 1    | 5     | 188      | 5     | 3     | 71    | 63       | 2.72     | 1.19    |
| 2011년    | TB        | 34    | 34    | 0     | 0     | 0       | 12    | 13    | 0        | 0     | .480  | 918   | 224.1  | 192      | 22       | 63    | 5    | 9     | 218      | 2     | 0     | 93    | 87       | 3.49     | 1.14    |
| 2012년    | TB        | 31    | 31    | 2     | 1     | 1       | 20    | 5     | 0        | 0     | .800  | 836   | 211.0  | 173      | 16       | 59    | 2    | 5     | 205      | 8     | 1     | 63    | 60       | 2.56     | 1.10    |
| 2013년    | TB        | 27    | 27    | 4     | 0     | 3       | 10    | 8     | 0        | 0     | .556  | 740   | 186.2  | 178      | 16       | 27    | 0    | 3     | 151      | 6     | 0     | 78    | 69       | 3.33     | 1.10    |
| 2014년    | TB        | 23    | 23    | 2     | 0     | 1       | 11    | 8     | 0        | 0     | .579  | 689   | 170.2  | 156      | 20       | 23    | 1    | 5     | 189      | 2     | 0     | 68    | 59       | 3.31     | 1.05    |
| 2014년    | DET       | 11    | 11    | 1     | 0     | 1       | 4     | 4     | 0        | 0     | .500  | 320   | 77.2   | 74       | 5        | 15    | 0    | 0     | 82       | 0     | 0     | 32    | 31       | 3.59     | 1.15    |
| '14 합계  | DET       | 34    | 34    | 3     | 0     | 2       | 15    | 12    | 0        | 0     | .556  | 1009  | 248.1  | 230      | 25       | 38    | 1    | 5     | 271      | 2     | 0     | 100   | 90       | 3.26     | 1.08    |
| 2015년    | DET       | 21    | 21    | 3     | 1     | 2       | 9     | 4     | 0        | 0     | .692  | 592   | 146.0  | 133      | 13       | 29    | 2    | 3     | 138      | 3     | 0     | 68    | 59       | 2.53     | 1.11    |
| 2015년    | TOR       | 11    | 11    | 0     | 0     | 0       | 9     | 1     | 0        | 0     | .900  | 296   | 74.1   | 57       | 4        | 18    | 0    | 0     | 87       | 1     | 0     | 20    | 19       | 2.30     | 1.01    |
| '15 합계  | TOR       | 32    | 32    | 3     | 1     | 2       | 18    | 5     | 0        | 0     | .783  | 888   | 220.1  | 190      | 17       | 47    | 2    | 3     | 225      | 4     | 0     | 70    | 60       | 2.45     | 1.08    |
| 2016년    | BOS       | 35    | 35    | 2     | 0     | 1       | 17    | 9     | 0        | 0     | .654  | 951   | 230.0  | 227      | 30       | 50    | 1    | 7     | 228      | 4     | 0     | 106   | 102      | 3.99     | 1.20    |
| 통산：9년 | 통산：9년 | 253   | 248   | 16    | 3     | 9       | 121   | 65    | 0        | 1     | .651  | 6817  | 1671.2 | 1488     | 159      | 371   | 12   | 42    | 1600     | 33    | 4     | 657   | 597      | 3.21     | 1.14    |

- 2016시즌 종료 기준.
- 각년도의 굵은 글씨는 리그 최고.

## 참조
1. ↑  “David Price Statistics and History” (영어). baseballreference. 2016년 1월 26일에 확인함.
2. ↑  “[클릭MLB] 탬파베이 류제국, 등번호 11번으로 변경돼”. 일간스포츠. 2008년 2월 24일. 2024년 1월 15일에 확인함.
3. ↑  김형준 (2009년 7월 29일). “[오늘의 MLB] (7.29) 이치로 끝내기안타…웨인라이트 12승”. 김형준 칼럼. 2019년 11월 8일에 확인함.
4. ↑  “【背番号物語】「＃14」伝説から始まった栄光の投手ナンバー”. 슈칸 베이스볼. 2017년 12월 22일. 2024년 4월 21일에 확인함.
5. ↑  “日本ハム背番14はルーキーで10勝酒井ら投手中心”. 닛칸스포츠. 2021년 1월 13일. 2024년 4월 21일에 확인함.